# Състезание
Състезанието възниква винаги, когато две или повече страни се стремят към обща цел, която не може да бъде споделена: когато нечия печалба е загубата на другата. Състезанието включва съперничество между субекти като организми, индивиди, икономически и социални групи и др. Съперничеството може да надхвърли постигането на всяка изключителна цел, включително признание (напр. награди, стоки, партньори, статус, престиж, длъжност), лидерство, пазарен дял, ниши и оскъдни ресурси или територия.
Състезанието се случва в природата, между живите организми, които съществуват съвместно в една и съща среда. Животните се съревновават за запаси от вода, храна, партньори и други биологични ресурси. Хората обикновено се състезават за храна и партньори, макар че когато тези нужди бъдат удовлетворени, често възникват дълбоки съперничества в търсене на богатство, власт, престиж и слава, когато са в статична, повтаряща се или неизменна среда. Конкуренцията е основен принцип на пазарната икономика и бизнеса, често свързан с бизнес конкуренция, тъй като компаниите се конкурират с поне една друга фирма над същата група клиенти. Конкуренцията вътре в дадена компания обикновено се стимулира с по-голямата цел да се постигне по-високо качество на услугите или подобрение на продуктите, които компанията може да произвежда или развива.
Състезанието често се счита за противоположно на сътрудничеството, но в реалния свят комбинациите от сътрудничество и състезание са норма. В икономиките, както твърди философът Р. Г. Колингвуд, „наличието на тези две противоположности заедно е от съществено значение за една икономическа система. Страните в икономическото действие си сътрудничат, като двама шахматисти“. Оптималните стратегии за постигане на целите се изучават в клона на математиката, известен като теория на игрите.
Конкуренцията е изучавана в няколко области, включително психология, социология и антропология. Социалните психолози например изучават същността на конкуренцията. Те изследват естествения порив на конкуренцията и нейните обстоятелства. Те също така изучават груповата динамика, за да открият как възниква конкуренцията и какви са нейните ефекти. Междувременно социолозите изследват ефектите на конкуренцията върху обществото като цяло. Освен това антрополозите изучават историята и предисторията на конкуренцията в различни култури. Те също така изследват как конкуренцията се е проявявала в различни културни условия в миналото и как конкуренцията се е развивала с течение на времето.
Ограничения за участие може да бъдат поставени за да се осигури равнопоставени условия (аналогично на възрастовите девизии и категориите в спорта) или да не допуснат неподходящите кандидати.

## Видове
Има различни форми на съревнования – конкурси, конференции, състезания, олимпиади, кандидатури за звание, титла, стипендия или длъжност, и др.